# 三星Galaxy Z Fold 4
三星Galaxy Z Fold 4（英語：Samsung Galaxy Z Fold 4）是一款由三星電子設計、生產、銷售和制造的可摺疊式智能手機，屬該公司Galaxy Z系列的一部分。在2022年8月的Galaxy Unpacked 與三星Galaxy Z Flip 4一同发布。 它是Galaxy Z Fold 3的继承產品。

## 規格
三星Galaxy Z Fold 4的處理器使用高通驍龍8+ Gen 1，外螢幕和機背使用康寧大猩猩玻璃Victus+，而內螢幕由三星專有的“超薄柔性玻璃”製成，並覆蓋了兩層保護性塑膠層。具有 IPX8 防水防護等級，機身由Armor鋁合金製成。
三星Galaxy Z Fold 4有幻影黑、迷霧金、雪松綠和勃艮第紅等4種顏色可供選擇，其中勃艮第紅為線上商城限定色。

### 硬體
三星Galaxy Z Fold 4有6.2吋的外螢幕和7.6吋的內螢幕，均為Dynamic AMOLED 2X螢幕，具有120Hz的可變更新率，支援S Pen Pro和S Pen Fold Edition。與Z Fold 3相比，內螢幕的比例更趨近於正方形，而外螢幕比例也調整成23.1：9，較接近一般直板手機的比例。

### 容量
三星Galaxy Z Fold 4具有12GB的隨機存取記憶體，以及256GB、512GB或1TB的儲存空間，不支援micro-SD卡擴充容量。

### 電池
三星Galaxy Z Fold 4具有4400mAh的鋰離子聚合物電池，採用雙電池模組設計。有線充電最高為25W，而無線充電最高為15 W，也支援利用自身電量為其他裝置進行4.5W的反向充電。

### 相機
三星Galaxy Z Fold 4配備3個後置鏡頭，分別為5000萬像素的廣角鏡頭、1200萬像素的超廣角鏡頭和1000萬像素的長焦鏡頭。廣角鏡頭的感測元件與S22和S22+相同，而長焦鏡頭由2倍光學變焦升級到3倍光學變焦。外螢幕具有1000萬像素的挖孔鏡頭，而內螢幕則是400萬像素的螢幕下鏡頭。

### 軟體
三星Galaxy Z Fold 4預載基於Android 12L的One UI 4.1，目前可透過官方更新至 Android 14 的 One UI 6.1，且可使用Galaxy AI之功能（但因處理器的限制，無法使用部份的AI功能，如生成式慢動作鏡頭）。